# Хайфон (футбольный клуб)
«Хайфон» (вьет. Hải Phòng) — вьетнамский футбольный клуб, представляющий одноимённый город. Выступает в V-лиге.
Команда, возникшая в 1950-х годах, первоначально представляла милицию города Хайфона и называлась «Конган Хайфон» (вьет. Công an Hải Phòng). В 2002 году милицейское ведомство отказалось от поддержки клуба, и «Хайфон» вылетел из V-лиги. С тех пор команда балансировала между V-лигой и первым дивизионом чемпионата Вьетнама. Однако после того, как клуб был отдан под покровительство местного цементного завода, «Хайфон» смог закрепиться в V-лиге и даже завоевать 3-е место в сезоне 2008.
Летом 2009 года «Хайфон» попал в сводки всех мировых спортивных информационных агентств, после того как подписал контракт с чемпионом мира 2002 года и некогда самым дорогим футболистом планеты Денилсоном. Однако во Вьетнаме Денилсон провёл меньше месяца, по обоюдному согласию разорвав контракт с клубом. За это время он сыграл в чемпионате всего один тайм, в котором забил гол со штрафного.

## Достижения
- Чемпионат Вьетнама:

Серебряный призёр (2): 1992, 2010
Бронзовый призёр (2): 1982/83, 2008
- Кубок Вьетнама:

Победитель: 1995
Финалист: 2005
- Суперкубок Вьетнама:

Победитель: 2005

## Выступления в чемпионатах Вьетнама
| Сезон    | 00/01 | 01/02 | 2003 | 2004 | 2005 | 2006 | 2007 | 2008 | 2009 | 2010 | 2011 | 2012 |
| -------- | ----- | ----- | ---- | ---- | ---- | ---- | ---- | ---- | ---- | ---- | ---- | ---- |
| Дивизион | 1     | 1     | 2    | 1    | 1    | 1    | 2    | 1    | 1    | 1    | 1    | 1    |
| Место    | 6     | 10    | 1    | 10   | 7    | 12   | 2    | 3    | 7    | 2    | 12   | 14   |